# Esperanza Malchi
Esperanza Malchi eller Malkhi, död den 1 april 1600 i Istanbul, var kira, dvs ombud i ekonomi och sekreterare, till sultanmodern Safiye, medregent i ottomanska riket.
Esperanza Malchis bakgrund är obekräftad. Hon har ofta blivit förväxlad med Esther Handali, och förvirringen har förvärrats av det faktum att flera kiror var verksamma samtidigt i det kejserliga haremet, och att de sällan nämns vid namn utan enbart vid olika variationer av sina titlar och som "judinnan". 
På grund av isoleringen av kvinnorna i det kejserliga osmanska haremet skötte dessa sina affärer genom mellanhänder som kunde röra sig mellan haremet och yttervärlden. Dessa var ofta judiska kvinnor. Malchi tycks ha efterträtt Esther Handali som kira åt Safiye.  
Den engelska ambassadören tillskrev hennes inflytande som ett resultat av ett påstått kärleksförhållande mellan henne och Safiye. Hon ska ha influerat Safiye (och därmed sultanen) mot Venedig i rivalitet med Beatrice Michiel, som försökte influera denna för Venedig, och de två ska vid ett tillfälle ha hamnat i öppen konflikt framför Safiye.  År 1591 sändes en kira från haremet till den kejserliga ambassadören med ett meddelande inför kriget 1593, och 1595 tog en kira kontakt med den engelska ambassadören för Safiyes räkning, men det är obekräftat om detta var Malchi.  Hon upprätthöll kontakt med Englands ambassadörer Sir Edward Barton och Sir Henry Lello. 
År 1600 revolterade sultanens garde sipahis på grund av en valuta-devalvering. Rebellerna ville underminera sultanmoderns makt och gjorde Malchi till syndabock för denna och krävde med framgång av sultanen att få henne utlämnad. Malchi blev objekt för missnöjet och lynchades med sin äldste son, medan hennes näst äldste flydde och hennes yngste konverterade. Hon ska ha huggits ned med svärd på trappan till ett hus som ägdes av Halil Pasha, Istanbuls kaimakam.